# 石黒佑希子
石黒 佑希子（いしぐろ ゆきこ、1988年8月5日 - ）は、神奈川県出身の女優。フリー。

## 人物
以前は宝映テレビプロダクションに所属していた。
身長153cm。体重40kg。血液型AB型。
趣味はカラオケ。特技は坂東流日本舞踊。

## 出演作品

### テレビドラマ
- フレーフレー人生! 第3話（2002年、読売テレビ）
- 仮面ライダー剣 第11話（2004年、テレビ朝日） - 一之瀬仁のファン
- プロポーズ大作戦（2007年、フジテレビ）
- 土曜時代劇 / 陽炎の辻2〜居眠り磐音 江戸双紙〜 第1話（2008年、NHK） - おはま

### 再現ドラマ
- ザ!世界仰天ニュース（日本テレビ）
- やぐちひとり（テレビ朝日）
- アートエンターテインメント 迷宮美術館（NHK） - 相馬黒光

### 映画
- 17才 〜旅立ちのふたり〜（2003年、東映） - 立花直美
- ワルボロ（2007年、東映）

### 舞台
- オムニー
- オムニー2
- 運命のディスク
- 太ったやつほど よく笑う〜裁く奴、裁かれる奴ら〜
- 気分はスウィートルーム
- 眉山（明治座）

### DVD
- 美少女戦騎ソウルガーディアン - 山城マキ

### ビデオ
- 学研ホールディングス「病気に負けない体」
- 国立国語研究所「ことばビデオ」 - 太田純子

### VP
- サークルKサンクス
- カーメイト「elf添加剤」
- 日大芸術学部「カガミモチ」 - 加賀美ナミ、ケイ

### WEB
- 不二家 - 店員
- 任天堂 ニンテンドーDS「マジック大全」（2006年）